# George O'Day
George O'Day est un skipper américain né le 19 mai 1923 à Brookline (Massachusetts) et mort le 26 juillet 1987 à Dover (Massachusetts).

## Carrière
George O'Day obtient une médaille d'or olympique dans la catégorie des 5.5 Metre lors des Jeux olympiques d'été de 1960 à Rome.